# ジェレミー・パンクラス
ジェレミー・パンクラス（Jérémy Pancras、1991年12月26日 - ）は、フランス出身のフリースキーヤー。種目はスロープスタイル・ビッグエアー。使用スキー板のブランドはフォルクル。

## 生い立ち
フランス東部、アヌシー湖湖岸に位置するローヌ＝アルプ地域圏の都市であるアヌシーの出身である。

## 戦歴
2015年3月にカナダのオンタリオ州Blue Mountainで開催されたThe Sony SnowCrown・ビッグエアー種目ではカナダのティール・ハール、アレックス・ベルマールに次ぐブロンズメダル

## スポンサー
- Volkl
- Xsories
- Dakine
- Dalbello
- Oakley
- Glisshop